# Duguetia ulei
Duguetia ulei este o specie de plante angiosperme din genul Duguetia, familia Annonaceae. A fost descrisă pentru prima dată de Friedrich Ludwig Diels, și a primit numele actual de la Robert Elias Fries. Conform Catalogue of Life specia Duguetia ulei nu are subspecii cunoscute.